# Saint-Cyr-du-Bailleul
Saint-Cyr-du-Bailleul  là một xã thuộc tỉnh Manche trong vùng Normandie tây bắc nước Pháp. Xã này nằm ở khu vực có độ cao trung bình 62 mét trên mực nước biển.